# متلازمة إيست
متلازمة إيست متلازمة مرضية تشمل الأعراض التالية: صرع، رنح، صمم حسي عصبي (صمم ناتج عن خلل في العصب السمعي)، اعتلال كلوي أنبوبي. يؤهب الاعتلال الكلوي الأنبوبي (تشوه في الأنابيب الكلوية) في هذه المتلازمة لنقص بوتاسيوم الدم (انخفاض البوتاسيوم) وقلاء استقلابي مع ضغط دم طبيعي، وقد يحدث أيضًا نقص مغنزيوم الدم.
تُعرف متلازمة إيست أيضًا باسم متلازمة سيسامي باعتبارها تشمل: صرع، صمم حسي عصبي، رنح، إعاقة ذهنية (تخلف عقلي)، اضطراب في توازن الشوارد. ينتج اضطراب الشوارد هذا عن خلل وراثي متنحي في الجين KCNJ10، كما أوضح ذلك بوكنهاور وزملاؤه. يتحكم هذا الجين بعبور البوتاسيوم عبر الغشاء الخلوي، ويؤثر على الدماغ والأذن والكلية.

## الأعراض والعلامات

### الطفرات
تؤدي العديد من الطفرات الموجودة في متلازمة إيست لتغيير الحساسية لشوارد الهيدروجين نحو النطاق القلوي بدلًا من الحامضي. تؤثر هذه الطفرات على الجين KCNJ10، ما يؤدي لانخفاض نشاطه بشكل كبير عند زيادة درجة الحموضة داخل الخلايا. تحدث طفرات أخرى في سياق هذه المتلازمة وتؤثر على درجة الحموضة داخل الخلايا.

### الصرع
يحدث الصرع في متلازمة إيست بسبب الطفرة في الجين KCNJ10 ، يتحكم هذا الجين بنفوذية الغشاء الخلوي للخلايا العصبية، وتؤدي الطفرات التي تصيبه لإعادة الاستقطاب، تمتص الخلايا العصبية الصوديوم باستمرار، ما يؤدي إلى انخفاض عبور البوتاسيوم عبر الغشاء الخلوي. تحدث النوبات الصرعية لأن الطفرة تزيد من امتصاص الصوديوم وتقلل من امتصاص البوتاسيوم، ما يعني أن الحاجز الوقائي الخلوي للبوتاسيوم لم يعد فعالًا.
يمكن أن تظهر بعض علامات الصرع مثل تشوش مؤقت في الرؤية أو حركات لا إرادية لا يمكن السيطرة عليها في الذراعين والساقين. قد يعاني المريض أيضًا من فقدان الوعي أو أعراض نفسية، وعادة ما يعاني الشخص المصاب بالصرع من نفس نوع النوبة في كل مرة تحدث فيها الحالة، وبالتالي تتشابه الأعراض في كل مرة.
تختلف علاجات الصرع حسب الحالة. تشمل العلاجات: الأدوية أو الجراحة أو اتباع نظام غذائي خاص.

### الرنح
يمكن أن يتطور الرنح في سياق متلازمة إيست بشكل مفاجئ وسريع جدًا أو يمكن أن يحدث بشكل تدريجي. يمكن أن تظهر بعض علامات وأعراض الرنح مثل فقدان التوازن وفقدان تناسق عمل العضلات في الذراع أو اليد أو الساق أو صعوبة المشي أو ضعف الكلام أو صعوبة في البلع. يعتبر الرنح حالة غير محددة تتميز بنقص الحركات الإرادية، وعادة ما تكون أذيات المخيخ هي المسؤولة عن حدوثه، لكن في متلازمة إيست فإن طفرة الجين KCNJ10 في خلايا الدماغ هي المسؤولة عن حدوث الرنح. يتدخل هذا الجين في عمل الغشاء الخلوي للخلايا الدبقية في الدماغ ويؤثر على نفوذية هذا الغشاء لشوارد البوتاسيوم، وعندما يصاب بطفرة فإن عبور شوارد البوتاسيوم عبر هذا الغشاء تتأثر ما يؤدي لزيادة البوتسيوم ضمن الخلايا العصبية، وتتأثر عملية نقل التنبيهات العصبية، ما يؤدي لخلل في حركة العضلات وحدوث الرنح.
يعتمد علاج الرنح على السبب، ولا توجد أبحاث حالية عن علاجات محددة للرنح الذي يحدث في سياق متلازمة إيست، ومع ذلك هناك العديد من الطرق العامة التي يمكن تقلل من الرنح وتحسن أعراضه. يمكن السيطرة على اضطرابات الحركة المرتبطة بالرنح عن طريق العلاجات الدوائية ومن خلال العلاج الفيزيائي الطبيعي. يعتمد العلاج الطبيعي بشكل كبير على كل فرد وتختلف نتائجه من شخص لآخر، ورغم فعالية هذا العلاج، لكن لا توجد دراسات علمية كافية تدعمه حتى الآن.